# Ipomoea oenotherae
Ipomoea oenotherae ist eine Pflanzenart in der Gattung der Prunkwinden (Ipomoea) aus der Familie der Windengewächse (Convolvulaceae). Das Epitheton der Art bezieht sich auf die Ähnlichkeit mit der Gattung Oenothera. Ipomoea oenotherae ist sukkulent.

## Beschreibung

### Vegetative Merkmale
Ipomoea oenotherae ist eine ausdauernde sukkulente Pflanze. Sie bildet eine fleischige, längliche Knolle von 30 Zentimeter Länge und 3 Zentimeter Durchmesser, aus der jedes Frühjahr eine Blattrosette gebildet wird, denen verlängerte, niederliegende Stängel von bis zu 50 Zentimeter Länge folgen. Die jungen Stängel sind kantig und anfangs mit einem silberweißen Filz versehen; später verkahlen sie. Die ganzrandigen Laubblätter der Rosette sind linealisch bis lanzettlich und sitzen an bis zu 7 Zentimeter langen Blattstielen. Ihre Blattspreite ist 4 bis 10 Zentimeter lang und 1 Zentimeter breit. Manchmal hat sie grundständige Lappen oder ist wellig gefiedert. Die Laubblätter am Stängel sind mit bis zu 6 Zentimeter kürzer. Sie sitzen an bis zu 4 Zentimeter langen Blattstielen, sind ganzrandig bis siebenlappig und mit einem silberweißen Filz bedeckt.

### Blüten
Die Blüten stehen einzelnen in den Blattachseln. Das linealisch-pfriemlichen Vorblatt ist 10 bis zu 15 Millimeter lang und 0,5 bis zu 1 Millimeter breit. Der etwas keulige Blütenstiel weist eine Länge von bis zu 15 Millimeter auf. Die zwittrige, radiärsymmetrische Blüte ist fünfzählig. Die fünf ungleichen, oft rosaroten Kelchblätter sind bis zu 15 Millimeter lang, eiförmig bis eiförmig-lanzettlichen; ihre Ränder sind bewimpert und haben Dornenspitzchen. Die fünf malvenfarbenen bis violetten Kronblätter schmal trichterförmig verwachsen, 2,3 bis 5 Zentimeter lang. Es ist nur ein Kreis mit fünf Staubblättern vorhanden. Die Blütezeit liegt im Sommer.

### Früchte und Samen
Die kugelige, strohfarbene, glatte Kapselfrucht weist einen Durchmesser von bis zu 1 Zentimeter. Die bis 4 Millimeter großen Samen sind samtig-filzig mit gräulich angepressten Haaren.

## Verbreitung und Systematik
Ipomoea oenotherae ist in den Grasländern und Savannen in Afrika von Äthiopien und Eritrea bis nach Namibia und Gauteng in Südafrika verbreitet.
Die Erstbeschreibung erfolgte 1882 als Convolvulus oenotherae durch Wilhelm Vatke (1849–1889). Johannes Gottfried Hallier stellte sie 1893 in die Gattung Ipomoea.
Man kann zwei Varietäten unterscheiden:    
- Ipomoea oenotherae var. angustifolia (Oliv.) Verdc.: Sie kommt im tropischen Ostafrika vor.[2]
- Ipomoea oenotherae var. oenotherae: Sie kommt von Eritrea bis ins südliche Afrika vor.[2]

## Nachweise